# Casa de Dios
La Casa de Dios es una mega iglesia cristianaevangélica neopentecostal, ubicada en la Ciudad de Guatemala, Guatemala, Centroamérica, fundada el 11 de septiembre de 1994 por el pastor Cash Luna y su esposa Sonia Luna.

## Historia
Casa de Dios fue fundada el 11 de septiembre de 1994 por el pastor Cash Luna  y su esposa Sonia Luna. La Iglesia creció muy rápidamente con una doctrina de valores y principios basada en la Biblia. Su enfoque principal está en la experiencia transformadora del Espíritu Santo. La enseñanza se centra en las promesas de Dios, la fe, la esperanza, la integridad, el honor y los valores familiares.
La iglesia se trasladó de una sala familiar a un salón de baile de hotel y luego al auditorio principal de la Cámara de Industria de Guatemala. Finalmente, en 1995 la iglesia se trasladó a un edificio conocido como "La Bodeguita" en el Boulevard Los Próceres en la Ciudad de Guatemala donde cada noche los feligreses y espectadores experimentaban el avivamiento que se convirtió en una de las principales características de la iglesia. "La bodeguita" tenía 550 asientos.
En julio de 1999 se inició la construcción de una nueva iglesia con capacidad para 3500 personas. En noviembre de 2008, más de 20.000 personas asistían a uno de los cinco servicios dominicales. La construcción de un nuevo edificio llamado "Ciudad de Dios", con capacidad para 11.000 personas, comenzó en enero de 2008.
El 27 de abril de 2013 se terminó el nuevo templo "Casa de Dios", convirtiéndose en uno de los templos más grandes del mundo, y el segundo templo más grande de Guatemala con una extensión de 270.000 metros cuadrados. La inauguración se transmitió a través de Internet a millones de televidentes en América Latina y a más de un millón de personas en Guatemala a través de la televisión, convirtiéndose en el evento de inauguración de iglesias más visto en Guatemala.

## Programa de televisión
Casa de Dios es un programa guatemalteco de variedades producida por Cash Luna y transmitido por TV Azteca Guate en Guatemala y en Latinoamérica en Enlace TV.

## Pastores
Casa de Dios es una iglesia en Guatemala. La iglesia está dirigida por los pastores Cash Luna y Sonia Luna . En 2011, la Casa de Dios contó con la asistencia de más de 25.000 personas. Los servicios de la iglesia se transmiten en los programas de Enlace TBN "Casa de Dios" y "Noches de Gloria".  Casa de Dios también es sede de la conferencia de liderazgo "Ensancha" y de la conferencia de jóvenes "Hechos 29".